# 香港觀宗寺

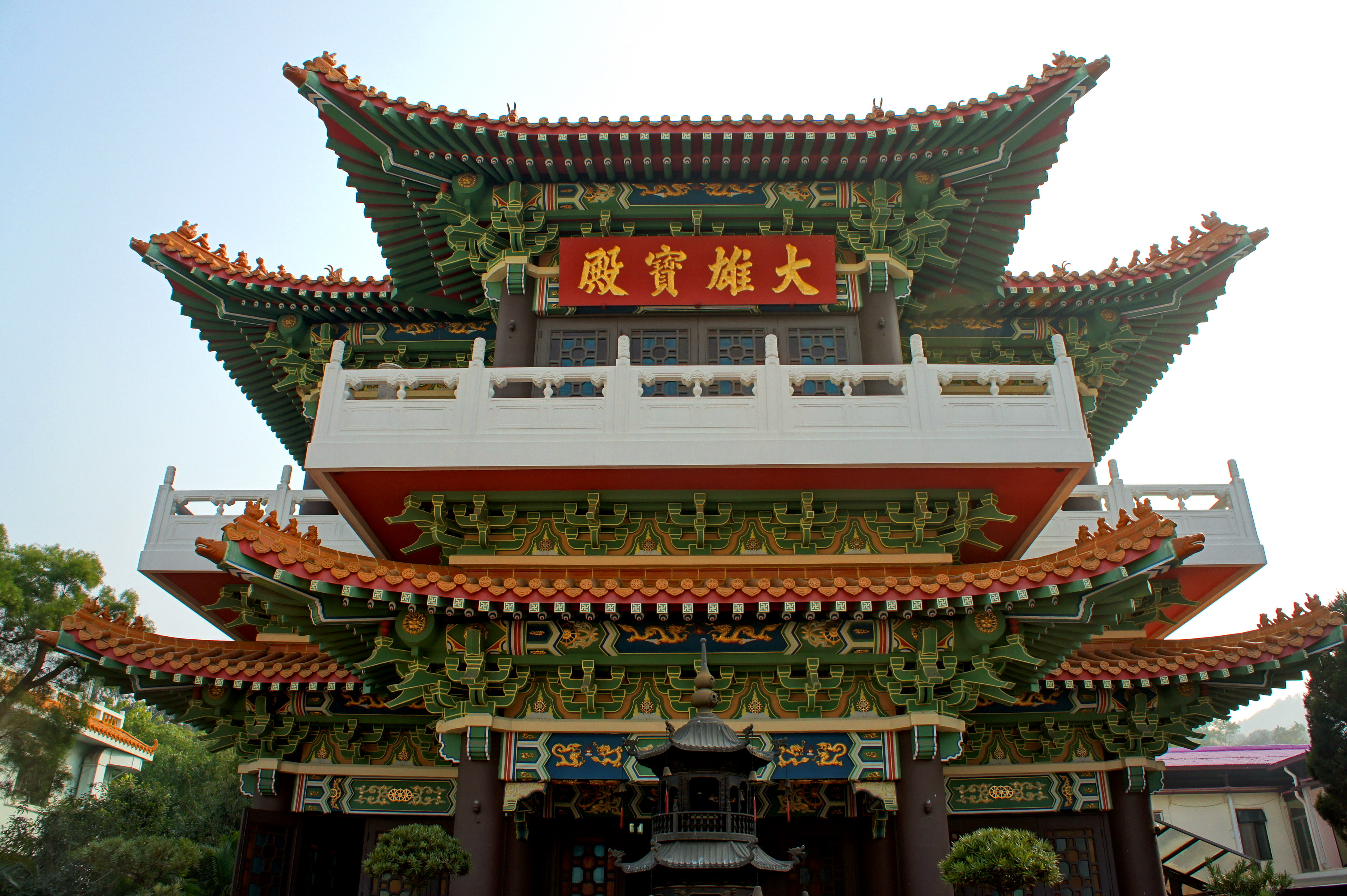
香港觀宗寺大雄寶殿

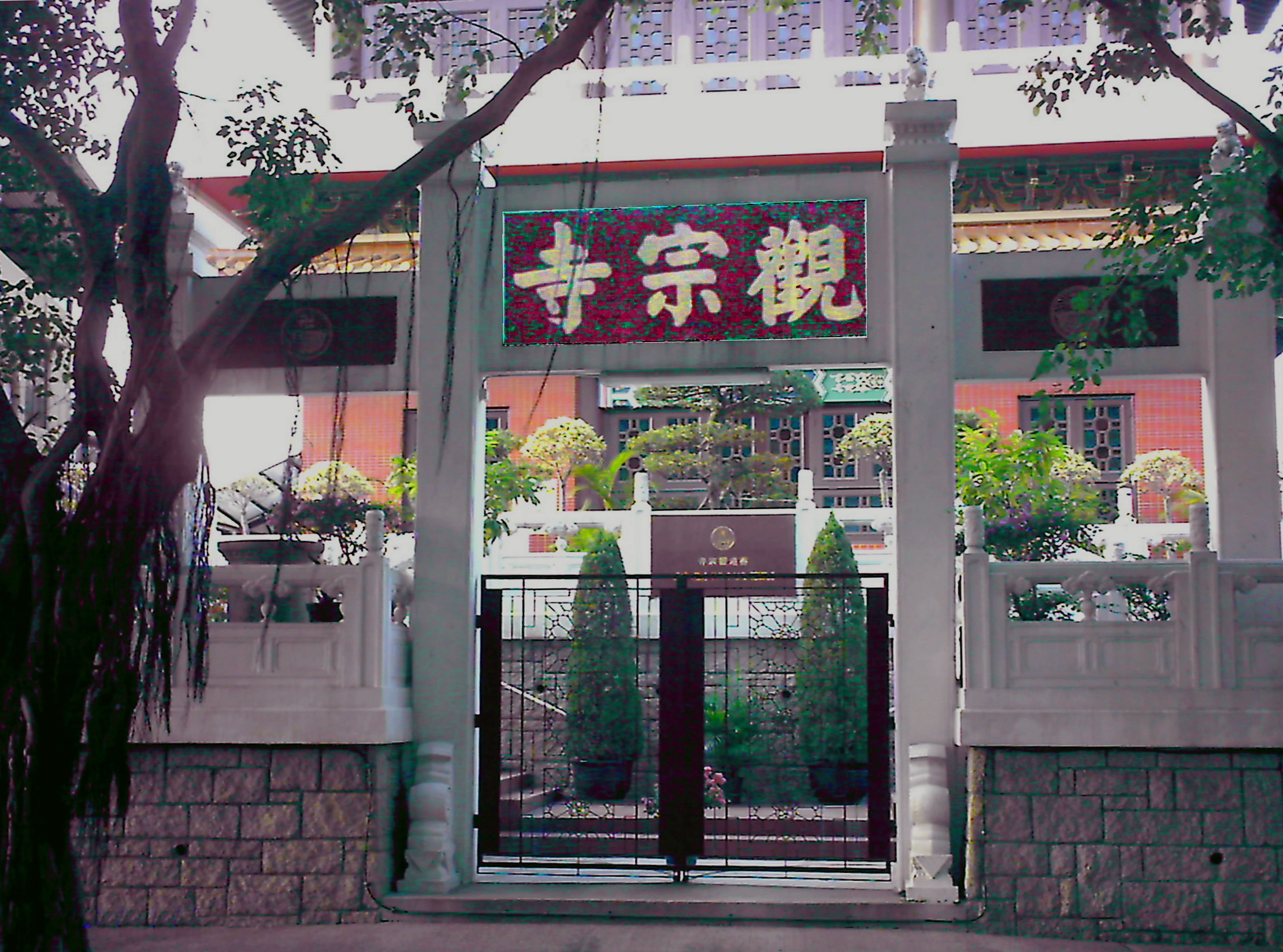
香港觀宗寺正門

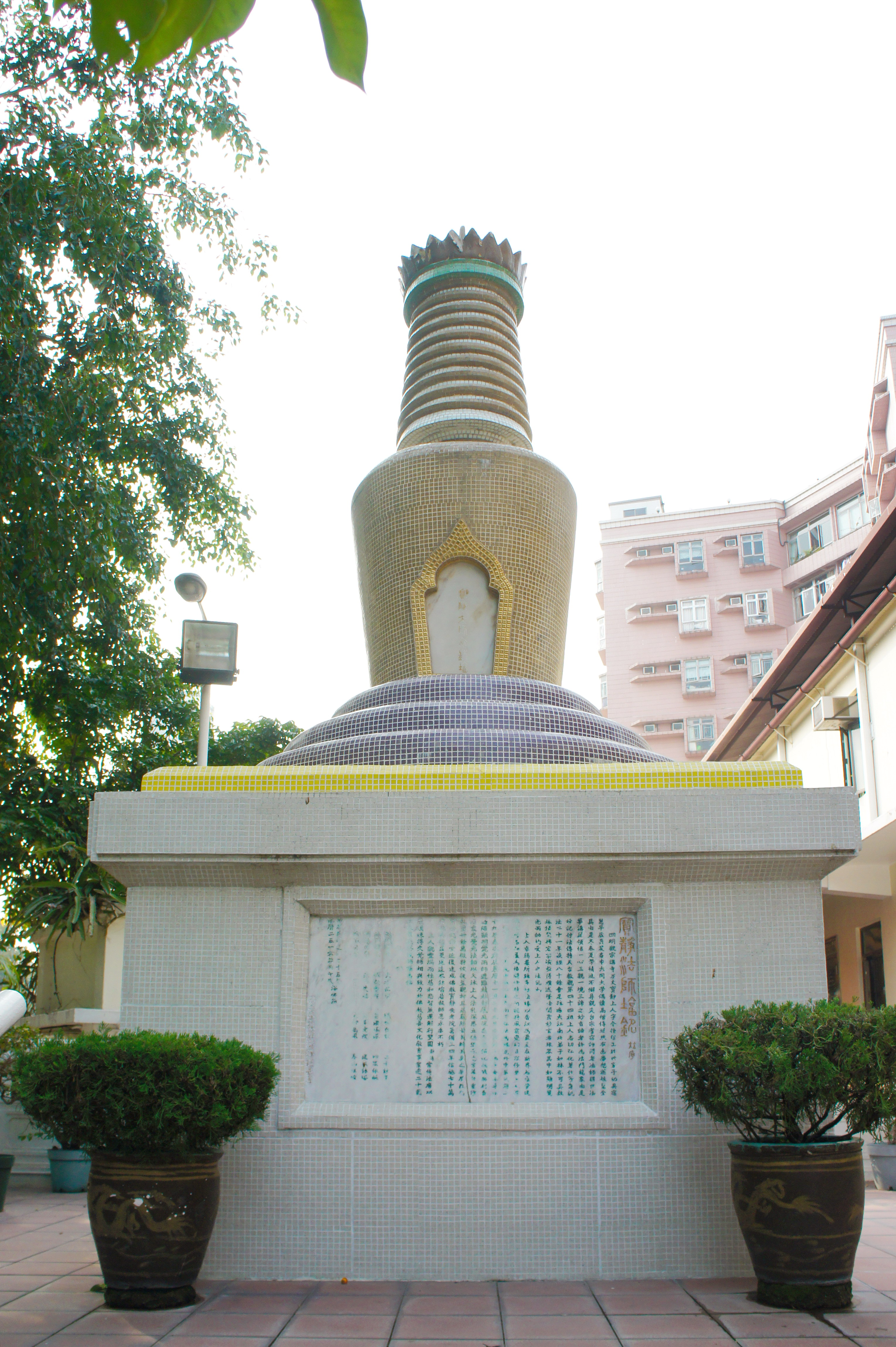
香港觀宗寺内的寶靜法師紀念寶塔

香港觀宗寺（Hong Kong Kun Chung Temple），位於香港新界粉嶺置福圍12號。為香海正覺蓮社附屬道場，法脈遠承天台宗智者大師一脈，為中国佛教中僅餘的幾座天臺宗法脈寺院之一。在2004年2月獲香港特別行政區政府批准，成為香港第一所可為佛教徒舉行合法婚禮的佛寺。現任住持為宏明法師。

## 歷史
觀宗寺源于1935年由寶靜法師所建立的“靜廬”，但在日佔時荒廢，1945年由南來的覺光法師復辦，此後幾經變遷，最後在1978年改建而成，現大殿就是由原「寶公生西紀念堂」擴建而成。

## 香港首宗佛教婚禮
2004年3月20日，香港首宗獲法律認可的佛教婚禮，由香港佛教聯合會會長：覺光長老擔任證婚人，為林志達律師及鄭瑞儀小姐的結婚證書簽名。新人以拈香禮拜，誦唱佛經作為結婚儀式，成為首對按香港新婚姻法登記的佛教夫婦。之前香港所办的佛教婚禮僅为儀式，新人都要去婚姻注冊處正式登記，至此合而為一。

## 建築特色
佔地2,000多平方公呎，環境幽雅，建有兩層的巍峨寶殿：
- 上層大雄寶殿供奉三寶佛像；
- 上層後座為觀音殿，珍藏有歷史價值的貝葉梵文大藏經及珍貴佛教經典；
- 下層大殿供奉供奉白玉釋迦牟尼佛像，除供禮拜誦經之用，並用作附屬兩所老人院的康樂中心。
- 下層大殿後座為寶靜法師之紀念堂。供奉著他的舍利及法照。
- 大門入口右側，建有紀念寶靜法師之寶塔，上有碑文細述他的生平及建寺經過。

## 外部連結
- 香港觀宗寺的官方網站 （页面存档备份，存于）
- 香海正覺蓮社的官方網站 （页面存档备份，存于） (繁體中文)
- 香港觀宗寺facebook網頁 （页面存档备份，存于）
- 香港觀宗寺萬佛法會的影像(2008年4月20日)